# Liga Premier de Hong Kong 2021-22
La Liga Premier de Hong Kong 2021-22 fue la octava temporada de la Liga Premier de Hong Kong, la máxima categoría del fútbol en Hong Kong. La temporada comenzó el 23 de octubre de 2021 y finalizó el 12 de diciembre del mismo año.
La liga fue disputada por ocho equipos, dos menos que la temporada anterior: seis equipos de la temporada 2020-21, un equipo promovido de la Primera División de Hong Kong 2020-21 y un equipo recién formado. El Kitchee SC parte como defensor del título.
Debido al aumento de casos de covid-19 en Hong Kong se canceló la temporada.

## Equipos participantes
Equipos ordenados alfabéticamente. En cursiva los ascendidos a la categoría y en negrita los recién formados.
| Equipo            | Estadio                             | Ciudad        | Capacidad |
| ----------------- | ----------------------------------- | ------------- | --------- |
| Eastern           | Estadio Mong Kok                    | Kowloon       | 6.664     |
| HK U23            | Hammer Hill Road Sports Ground      | Diamond Hill  | 2.200     |
| Hong Kong         | Estadio del Hong Kong Football Club | Hong Kong     | 2.750     |
| Hong Kong Rangers | Sham Shui Po Sports Ground          | Kowloon       | 2.194     |
| Kitchee           | Estadio Mong Kok                    | Kowloon       | 6.664     |
| Lee Man           | Tseung Kwan O Sports Ground         | Tseung Kwan O | 3.500     |
| Resources Capital | Tsing Yi Sports Ground              | Tsing Yi      | 1.500     |
| Southern District | Aberdeen Sports Ground              | Aberdeen      | 4.000     |

## Temporada regular

### Tabla de posiciones
| Pos. | Equipo            | Pts. | PJ | G | E | P | GF | GC | Dif. | Clasificación            |
| ---- | ----------------- | ---- | -- | - | - | - | -- | -- | ---- | ------------------------ |
| 1    | Southern District | 12   | 4  | 4 | 0 | 0 | 12 | 1  | +11  | Ronda por el campeonato  |
| 2    | Kitchee           | 10   | 4  | 3 | 1 | 0 | 15 | 3  | +12  | Ronda por el campeonato  |
| 3    | Lee Man           | 7    | 3  | 2 | 1 | 0 | 9  | 2  | +7   | Ronda por el campeonato  |
| 4    | Eastern           | 6    | 4  | 2 | 0 | 2 | 8  | 4  | +4   | Ronda por el campeonato  |
| 5    | Hong Kong Rangers | 6    | 4  | 2 | 0 | 2 | 11 | 15 | −4   | Ronda por la permanencia |
| 6    | Hong Kong         | 1    | 4  | 0 | 1 | 3 | 4  | 11 | −7   | Ronda por la permanencia |
| 7    | HK U23            | 1    | 4  | 0 | 1 | 3 | 3  | 16 | −13  | Ronda por la permanencia |
| 8    | Resources Capital | 0    | 3  | 0 | 0 | 3 | 3  | 13 | −10  | Ronda por la permanencia |

 Fuente: Soccerway

## Goleadores
| Posición | Jugador                        | Club              | Goles |
| -------- | ------------------------------ | ----------------- | ----- |
| 1        | Stefan Pereira                 | Southern District | 7     |
| 1        | Leandro Basán                  | Hong Kong Rangers | 7     |
| 3        | Dejan Damjanović               | Kitchee           | 4     |
| 4        | Chang Hei Yin                  | Lee Man           | 3     |
| 5        | Walter Soares Belitardo Júnior | Hong Kong Rangers | 2     |
| 5        | Víctor Bertomeu de la Hoz      | Eastern           | 2     |
| 5        | Raúl Beana                     | Kitchee           | 2     |
| 5        | Wong Wai                       | HK U23            | 2     |
| 5        | Junior Dutra                   | Lee Man           | 2     |
| 5        | Philip Chan Siu Kwan           | Kitchee           | 2     |
| 5        | Tomas Maronesi                 | Kitchee           | 2     |